# ورنزون
وِرنِزُن (به فرانسوی: Vernaison) یک کامین در فرانسه است که در Canton of Irigny واقع شده‌است.

## خصوصیات
وِرنِزُن ۴٫۰۳ کیلومترمربع مساحت و ۱٬۳۷۴ نفر جمعیت دارد و ۱۶۱ متر بالاتر از سطح دریا واقع شده‌است.